# Тврђан
Тврђан (алб. Tvërgjani) је насеље у општини Лепосавић на Косову и Метохији. Припада месној заједници Лепосавић. Село се налази 2 km северно од Лепосавића, са обе стране доњег тока Тврђанске реке која је десна притока Ибра. Средња надморска висина села је 521 метар. Мањи број кућа лоциран је на заравни Тврђанског брда, а већи број око реке и магистралног пута Косовска Митровица — Рашка и по пристранцима око Бановског пута. У називу села је реч која одсликава тврђаву — град, утврђење, што доказују остаци античког утврђења из периода II — IV века, вероватно по овом утврђењу село је и добило име Тврђане или Тврђан. Са десне стране Тврђанске реке налази се старо црквиште. Последњих година се доста повећава број становника у насељу.

## Демографија
- попис становништва 1948: 264
- попис становништва 1953: 283
- попис становништва 1961: 293
- попис становништва 1971: 351
- попис становништва 1981: 231
- попис становништва 1991: 453

У насељу 2004. године живи 572 становника. Родови који живе у овом селу су: старији досељеници : Петронијевићи, Лазовићи, Илићи, Вукашиновићи, Бојовићи, Милосављевићи, Марјановићи, и млађи досељеници: Марковићи, Милојевићи, Владисављевићи, Милосављевићи, Радивојевићи, Баловићи, Радовановићи, Пантовићи, Милутиновићи, Ђорђевићи, Рајовићи, Костићи, Симоновићи, Костићи, Вукићевићи, Поповићи, Матићи, Станојков, Вулетићи, Секулићи, Дујићи и Савићи.